# Yōko
Yōko (jap. よおこ, ヨーコ) – żeńskie imię japońskie. Zapisywane jako Yōkō (jap. 用高) używane jest jako męskie imię japońskie, jednakże używa się go rzadko.

## Możliwa pisownia
Imiona te można zapisać używając wielu różnych znaków kanji i może znaczyć m.in.:
dla Yōko
- 陽子, „dziecko słońca”[1]
- 暢子, „swoboda, dziecko”
- 容子, „wygląd, dziecko”
- 洋子, „ocean, dziecko”
- 葉子, „liść, dziecko”

dla Yōkō
- 用高, „biznes, maksimum”

## Znane osoby
- Yōko Akino (暢子), japońska aktorka
- Yōko Asada (葉子), japońska seiyū
- Yōko Honda (陽子), japońska seiyū
- Yōko Honna (陽子), japońska seiyū
- Yōko Ishida (燿子), japońska piosenkarka
- Yōko Kamio (葉子), japońska mangaka
- Yōko Kanno (よう子), japońska kompozytorka muzyki do anime oraz japońskich filmów, seriali i gier
- Yōko Maki (ようこ), japońska mangaka
- Yōko Matsumoto (洋子), japońska mangaka
- Yōko Matsuyama (容子), japońska aktorka
- Yōko Miyake (陽子), japońska snowboardzistka
- Yōko Ono, piosenkarka i aktorka, żona Johna Lennona
- Yōko Sakaue (洋子), japońska judoczka
- Yōko Shimada (楊子), japońska aktorka
- Yōko Shimomura (陽子), japońska kompozytorka
- Yōko Shinozaki (洋子), japońska siatkarka
- Yōko Sōmi (陽子), japońska seiyū
- Yōko Takahashi (), piosenkarka, najbardziej znana za sprawą piosenki Zankoku na tenshi no tēze do anime Neon Genesis Evangelion
- Yōko Tawada (葉子), japońska pisarka
- Yōkō Gushiken (用高), japoński były profesjonalny bokser

## Fikcyjne postacie
- Yōko (ヨーコ), bohaterka mangi i anime tactics
- Yōko Littner (ヨーコ), główna bohaterka serii Tengen Toppa Gurren Lagann
- Yōko Mano (妖子), główna bohaterka mangi i anime Devil Hunter Yōko
- Yōko Okino (ヨーコ), główna bohaterka mangi i anime Detektyw Conan
- Yōko Usami (ヨーコ) / Żółty Buster, bohaterka serialu tokusatsu Tokumei Sentai Go-Busters
- Yōko Yagami (洋子) / Różowy Racer, bohaterka serialu tokusatsu Gekisō Sentai Carranger